# Диринг-Юрях
Диринг-Юрях (якут. Дириҥ Үрэх) — река в России, протекает по Якутии. Правый приток реки Лена (на 1152 км). Длина — 47 км.
Левый приток Диринг-Юряха — Сала-Диринг-Юрях.
По данным государственного водного реестра России относится к Ленскому бассейновому округу. Код водного объекта 18030700112117400002950.